# Lieb mich
Lieb mich ist ein Lied der deutschen Popsängerin Ayliva aus dem Jahr 2024.

## Entstehung und Veröffentlichung
Das Lied wurde von der Interpretin, zusammen mit den Koautoren Thilo Brandt, Konstantin Scherer (Djorkaeff) und Vincent Stein (Beatzarre), getextet beziehungsweise komponiert. Die Koautoren Beatzarre und Djorkaeff zeichneten darüber hinaus für die Produktion verantwortlich.
Die Erstveröffentlichung von Lieb mich erfolgte als Single am 9. Februar 2024 bei Whiteheart Records. Diese erschien als digitaler Einzeltrack zum Download und Streaming. Eine Woche später erschien das Lied als CD-Single (Katalognummer: 054197993321).

## Inhalt
Das Lied ist eine Ballade. Die Protagonistin fühlt sich „schwach und kraftlos“, weil sie in einer Beziehung nicht gesehen wird, und fordert ihr Gegenüber auf, sie zu lieben.
Im Refrain heißt es:
„Was, wenn ich dich nie mehr seh'
Würdst du wein’n? (Wein’n, wein’n, wein’n, wein’n)
Wem soll ich jetzt was erzähl’n?
Verzeih (-zeih, -zeih, -zeih, -zeih)
Lieb mich, wenn ich fall’...“

## Musikvideo
Im Musikvideo, bei dem Niko Kaouris die Regie führte und das von Bertinaxe produziert wurde, ist zunächst zu sehen, wie ein junges Mädchen in ein Haus mit streitenden Eltern läuft und dann mit einem Puppenhaus und Puppen, die Mann und Frau darstellen, spielt. Dann singt Ayliva unter anderem das Lied, während sie ein Bild malt. Das Video wurde bis August 2025 über 19,3 Millionen Mal auf der Videoplattform YouTube aufgerufen.

## Rezension
Der WDR urteilte: „In „Lieb Mich“ beweist AYLIVA mal wieder, dass sie Balladen absolut beherrscht! In der catchy Hook zeigt sie die volle Bandbreite ihrer Stimme – von kraftvoll bis hin zu hohen, filigranen Tönen.“

## Chartplatzierungen
Lieb mich stieg am 16. Februar 2024 auf Rang zwei der deutschen Singlecharts ein und avancierte in der Folgewoche zum Nummer-eins-Hit. In Österreich erreichte die Single Rang 17 und der Schweiz Rang 38.
| ChartsChartplatzierungen | Höchstplatzierung | Wochen |
| ------------------------ | ----------------- | ------ |
| Deutschland (GfK)        | 1 (16 Wo.)        | 16     |
| Österreich (Ö3)          | 17 (3 Wo.)        | 3      |
| Schweiz (IFPI)           | 38 (1 Wo.)        | 1      |

## Trivia
Bereits ein Jahr zuvor nahm Ayliva zusammen mit dem deutschen Rapper Samra ein Lied mit dem Titel Lieb mich auf.